# KrAZ-6322
Der Lastkraftwagen KrAZ-6322 (ukrainisch КрАЗ-6322) ist ein dreiachsiger Lkw-Typ des ukrainischen Fahrzeugherstellers KrAZ, der seit 1994 in Serie produziert wird. Es handelt sich um das Nachfolgemodell des KrAZ-260. Mit dem KrAZ-5233 wird zusätzlich eine zweiachsige Variante des Lastkraftwagens gefertigt; eine weitere Version ist die Zugmaschine KrAZ-6446, die auf dem Fahrgestell des KrAZ-6322 basiert. Die ukrainische Haubitze 2S22 Bohdana basiert auf dem Fahrgestell des KrAZ-6322.

## Technische Daten
Die Basisvariante KrAZ-6322 ist mit einem Achtzylinderdieselmotor des Typs JaMZ-238DE2 aus russischer Produktion ausgestattet, der bei einem Hubraum von 14.866 cm3 eine Leistung von 243 kW erbringt. Des Weiteren werden Motoren von Deutz und auch leistungsgesteigerte Varianten des JaMZ-238-Motors mit bis zu 330 Kilowatt Leistung verbaut. Getriebe und Kupplungen stammen ebenfalls überwiegend aus russischer Fertigung von JaMZ. Die Nutzlast beträgt etwa sieben Tonnen, schwankt aber je nach Aufbau und Verwendung stark. Ebenso verhält es sich mit dem Leergewicht des Fahrzeugs, das mit etwa 11 Tonnen angegeben wird.
Für militärische Verwendungszwecke sind die entsprechenden Fahrzeuge der Familie für Wasserdurchfahrten bis zu 1,5 Metern Tiefe ausgelegt und bewältigen Steigungen von bis zu 70 Prozent. Eine weitere Besonderheit ist, dass einige Fahrzeuge der Baureihe mit 2,75 Metern Breite bis zu zwanzig Zentimeter breiter sind, als im zivilen Straßenverkehr der Europäischen Union zulässig.

## Modellvarianten

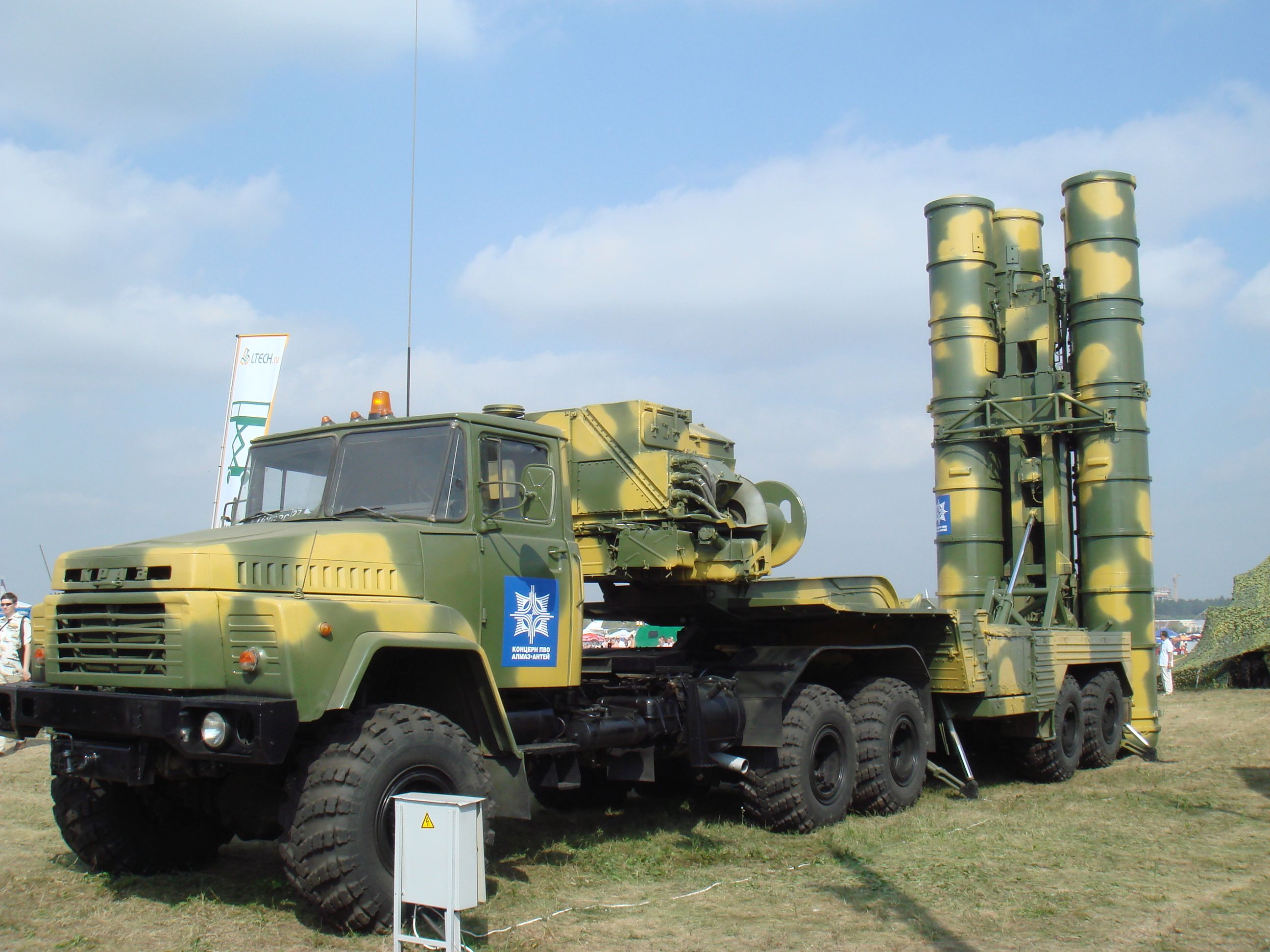
Startfahrzeug S-300PMU-1/2 Favorit auf Basis eines KrAZ-6446

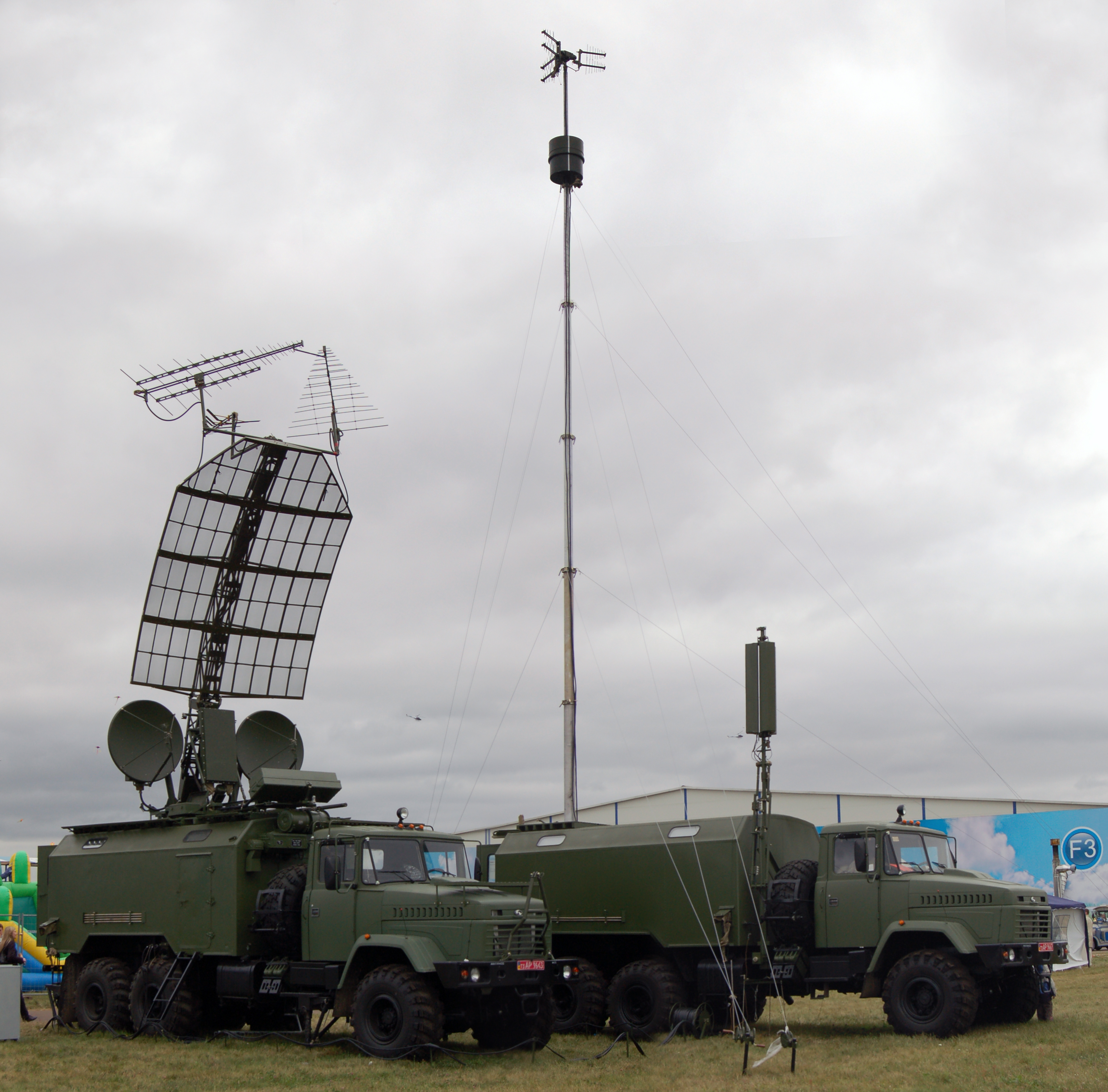
KrAZ-6322 mit aufgebauten Radarsystemen

Basierend auf dem Fahrgestell KrAZ-6322 wird noch eine Anzahl weitere Fahrzeuge produziert. Dabei handelt es sich unter anderem um:
- KrAZ-6333 RE TEM (ukrainisch КрАЗ-6333 РЕ ТЕМ) – ein schweres Bergefahrzeug ohne weitere Aufbauten
- KrAZ-6322 REB-01 (ukrainisch КрАЗ-63221 РЕБ-01) – Basisfahrzeug für mobile Radarstationen
- KrAZ-63221 REB-02 „Radist“ (ukrainisch КрАЗ-63221 РЕБ-02 «Радист») – Basisfahrzeug für mobile Radarstationen
- KrAZ-63221 Bridge – Fahrzeug für Teile von Pontonbrücken
- KrAZ-6322 РА – Basisfahrzeug für fahrzeuggestützte Raketenwerfer
- KrAZ-6322 HMPV-A – gepanzerte Ausführung
- KrAZ-6135В6 – hauptsächlich für den Straßenverkehr ausgelegte Variante
- KrAZ-6322 „Soldier“ – Pritschenaufbau
- KrAZ-6446 type 1 – schwere geländegängige Zugmaschine
- KrAZ-6446 type 2 – siehe type 1
- KrAZ-6233 P6 – zivile Version als Zementmischer
- KrAZ-6233 P4 type 1 – zivile Version als Zementmischer
- KrAZ-6233 P4 type 2 – zivile Version als Zementmischer
- KrAZ-6322 EW-25-M1 – zivile Version mit Baggeraufbau
- KrAZ-6322 RM – ziviles Schneeräumfahrzeug, auch für Flughäfen konzipiert
- KrAZ-6322 AC-6, KrAZ-65053 AC-7, KrAZ-6322 AC-10 – zivile Tankfahrzeuge zum Wassertransport
- KrAZ-6322 ТВ1-20, KrAZ-6322 ТВ1-20-01 – Spezialfahrzeuge zum Transport von Pipeline-Röhren
- KrAZ-63221 CARM-V – Rettungsfahrzeug mit Doppelkabine
- KrAZ-6322 Master – ziviles Berge- und Werkstattfahrzeug für schweres Gelände
- KrAZ-63221 UNP-160х40 – Spezialfahrzeug mit Aufbau für die Öl- und Gasindustrie
- KrAZ-6322 AC-10, KrAZ-65053 AC-12 – Zivile Tankfahrzeuge für den Transport von Treibstoffen
- KrAZ-63221 ACV-02-BC – ziviles Fahrzeug mit Aufbau zur Personenbeförderung in schwerem Gelände
- KrAZ-63221 ATP-40 – Löschfahrzeug (Pumpwagen mit Teleskopausleger zur Bekämpfung von Bränden in großer Höhe)
- KrAZ Fiona: 6×6-Mannschaftstransporter basierend auf dem Fahrgestell des KrAZ-6322

Die Grundversion ist auch mit Ladekran erhältlich und wird in diesem Fall als KrAZ-6322-056 vermarktet.